# Camp Three (Montana)
Camp Three es un lugar designado por el censo ubicado en el condado de Musselshell en el estado estadounidense de Montana. En el Censo de 2010 tenía una población de 173 habitantes y una densidad poblacional de 15,06 personas por km².

## Geografía
Camp Three se encuentra ubicado en las coordenadas 46°27′12″N 108°34′27″O / 46.45333, -108.57417. Según la Oficina del Censo de los Estados Unidos, Camp Three tiene una superficie total de 11.49 km², de la cual 11.49 km² corresponden a tierra firme y (0%) 0 km² es agua.

## Demografía
Según el censo de 2010, había 173 personas residiendo en Camp Three. La densidad de población era de 15,06 hab./km². De los 173 habitantes, Camp Three estaba compuesto por el 93.64% blancos, el 0% eran afroamericanos, el 4.62% eran amerindios, el 0% eran asiáticos, el 0% eran isleños del Pacífico, el 0% eran de otras razas y el 1.73% pertenecían a dos o más razas. Del total de la población el 0% eran hispanos o latinos de cualquier raza.